# Laufen (district)
Het district Laufen, ook Laufental genoemd, is een administratieve eenheid in het kanton Basel-Landschaft met als hoofdplaats Laufen. Het district heeft 18.190 inwoners (eind 2004). Tot 1994 behoorde het district tot het kanton Bern. In dat jaar werd door middel van een referendum gekozen tussen aansluiting bij Basel-Landschaft, aansluiting bij Solothurn of aangesloten blijven bij Bern.
| Wapenschild       | Gemeentenaam      | Inwoners (Dec 2005) | Oppervlakte (km²) |
| ----------------- | ----------------- | ------------------- | ----------------- |
| Blauen            | Blauen            | 680                 | 7,13              |
| Brislach          | Brislach          | 1.483               | 9,39              |
| Burg im Leimental | Burg im Leimental | 248                 | 2,83              |
| Dittingen         | Dittingen         | 694                 | 6,75              |
| Duggingen         | Duggingen         | 1.270               | 5,86              |
| Grellingen        | Grellingen        | 1.719               | 3,31              |
| Laufen            | Laufen            | 5.224               | 11,37             |
| Liesberg          | Liesberg          | 1.173               | 12,49             |
| Nenzlingen        | Nenzlingen        | 405                 | 3,66              |
| Roggenburg        | Roggenburg        | 262                 | 6,65              |
|                   | Röschenz          | 1.731               | 10,07             |
| Wahlen            | Wahlen            | 1.323               | 5,42              |
| Zwingen           | Zwingen           | 2.064               | 4,62              |
|                   | Totaal (13)       | 18.276              | 89,55             |

Arlesheim · Laufen · Liestal · Sissach · Waldenburg